# Raptors de Toronto
Pour les articles homonymes, voir Raptor.
Maillots
Actualités
Les Raptors de Toronto (en anglais : Toronto Raptors) sont une équipe professionnelle de basket-ball de la National Basketball Association (NBA) basée à Toronto en Ontario. L’équipe est fondée en 1995 dans le cadre de l’expansion de la NBA au Canada, avec les Grizzlies de Vancouver. Depuis la relocalisation des Grizzlies en 2001, la franchise est la seule de la NBA à être située en dehors des États-Unis, en l'occurrence au Canada.
Les Raptors concourent au sein de la NBA en tant que membre de la division Atlantique de la Conférence Est de la ligue. Ils jouent leurs matchs à domicile à la Scotiabank Arena, qu’ils partagent avec les Maple Leafs de Toronto de la Ligue nationale de hockey (LNH). 
Comme pour la plupart des équipes d’expansion, les Raptors éprouvent des difficultés dans leurs premières années, mais après l’acquisition de Vince Carter en 1998, la franchise participe aux playoffs NBA à partir de 2000. Carter joue un rôle déterminant dans le succès de l’équipe.
Après le départ de Carter, Chris Bosh devient le leader d’équipe. Pour la saison 2006-2007, Bryan Colangelo est nommé manager général et les Raptors remportent le titre de la division. Colangelo remanie l'effectif pour la saison 2009-2010 dans le but de persuader, l’agent libre, Bosh de rester, mais Bosh part au Heat de Miami en juillet 2010, inaugurant une autre ère de reconstruction pour les Raptors.
Masai Ujiri remplace Colangelo en 2013 et contribue à inaugurer une nouvelle ère de succès, menée par un duo composé de DeMar DeRozan et Kyle Lowry. Les Raptors retournent en playoffs et deviennent une équipe régulière. Cependant, l’incapacité de l’équipe à atteindre les finales NBA incite Ujiri à congédier l’entraîneur Dwane Casey après les playoffs 2018. Il réalise également l'échange entre DeRozan pour Kawhi Leonard et Danny Green plus tard cet été, ainsi que l’acquisition de Marc Gasol durant la saison. Lors des playoffs 2019, les Raptors remportent leur premier titre de Conférence et accèdent à leur première finale NBA, où ils remportent leur premier titre NBA, soit le premier titre NBA pour une équipe hors des États-Unis.

## Historique de la franchise

### 1995-1999: Construction d'une nouvelle équipe
Isiah Thomas, nommé directeur général, mène la franchise dans sa première saison dans la NBA en 1995-1996. L'équipe arrive en même temps que les Grizzlies de Vancouver. Elles sont les premières franchises implantées au Canada depuis les Huskies de Toronto en 1946-1947. Pour constituer l'équipe, un repêchage d'expansion est menée au cours duquel Toronto et Vancouver sélectionnent à tour de rôle un joueur non protégé dans les effectifs de chacune des 27 autres franchises de la NBA. Toronto opte pour des joueurs expérimentés comme B. J. Armstrong (immédiatement transféré à sa demande), John Salley, Willie Anderson et Jerome Kersey, mais aussi de jeunes talents prometteurs comme B. J. Tyler et Keith Jennings.
Mais le meilleur joueur de l'équipe est la recrue Damon Stoudamire, premier choix au repêchage des Raptors et septième au total. Le choix d'Isiah Thomas est contesté par les observateurs du repêchage qui eut lieu à Toronto (Ontario) et qui attendaient la sélection du joueur étoile universitaire Ed O'Bannon. Thomas a finalement raison de ses détracteurs dès la première saison, quand Damon Stoudamire est élu meilleur rookie de l'année grâce à des statistiques : jouant plus de 40 minutes par partie, il récolte une moyenne de 19 points et 9,3 passes (au cinquième rang de la ligue). Ed O'Bannon, quant à lui, ne jouera que trois saisons décevantes dans sa carrière. En deuxième ronde (ou tour) du repêchage, les Raptors optent pour Jimmy King, de l'Université du Michigan. La première saison se termine par un résultat de 21 victoires et 61 défaites.
La saison 1996-1997 confirme les bons résultats de la saison inaugurale, avec l'appui du second choix du repêchage, l'intérieur Marcus Camby, auteur d'une excellente saison. Le duo qu'il compose avec Damon Stoudamire semble très prometteur. Ce dernier s'avère encore une fois le joueur le plus dominant de l'équipe. Jouant avec l'attitude d'un vétéran, il enregistre des moyennes de 20,2 points et 8,8 passes par partie. La saison se termine avec une fiche de 30 victoires et 52 défaites, une amélioration de 9 victoires par rapport à la saison précédente.
Mais la saison 1997-1998 est gâchée par les nombreuses blessures. Isiah Thomas en fait les frais et quitte l'équipe en 1998, pour être remplacé par Glen Grunwald. La saison 1997-1998 se termine avec seulement 16 victoires pour 82 matches.

### 1999-2002: L'ère Vince Carter

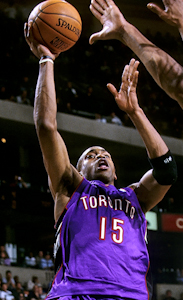
Vince Carter (1998-2004)

Durant l'intersaison, le pivot Marcus Camby est transféré pour l'expérimenté Charles Oakley. Kevin Willis, Doug Christie et Dee Brown viennent également apporter leur expérience, tandis que les jeunes Tracy McGrady et Vince Carter font miroiter des capacités très prometteuses. Bien que ne participant pas aux play-offs, l'optimisme est de retour chez les Raptors avec un solde de 23 victoires pour 27 défaites durant la saison écourtée de 1998-1999.
Lenny Wilkens remplace Butch Carter au poste d'entraîneur en 2000-2001, et Tracy McGrady quitte Toronto pour Orlando. Menés par l'un des plus expérimentés entraîneurs de la NBA, les Raptors atteignent les séries éliminatoires (47 victoires) pour retrouver les Knicks de New York qu'ils battent sans réelle difficulté. Le second tour contre les Sixers de Philadelphie est très disputé, allant jusqu'au septième match et au tir raté de Vince Carter dans les 4 dernières secondes du match, les Raptors perdent alors la rencontre et la série d'un point.
La prolongation en 2001-2002 de Vince Carter, d'Alvin Williams et d'Antonio Davis bloque les Raptors en les empêchant de faire tout transfert significatif de par les limitations du plafond salarial. Hakeem Olajuwon vient pourtant y terminer sa carrière sans avoir un réel impact. Juste avant le All-Star break, Vince Carter se blesse et met fin à sa saison. Les Raptors, condamnés à la loterie (ce qui revient à finir dans les 13 équipes qui ne participent pas aux séries éliminatoires), gagnent finalement 12 de leurs 14 derniers matches et participent in extremis aux séries éliminatoires. Ils manquent même de battre les champions de la Division, les Pistons de Détroit, au bout de 5 matches serrés.

### 2002-2006: Période de reconstruction

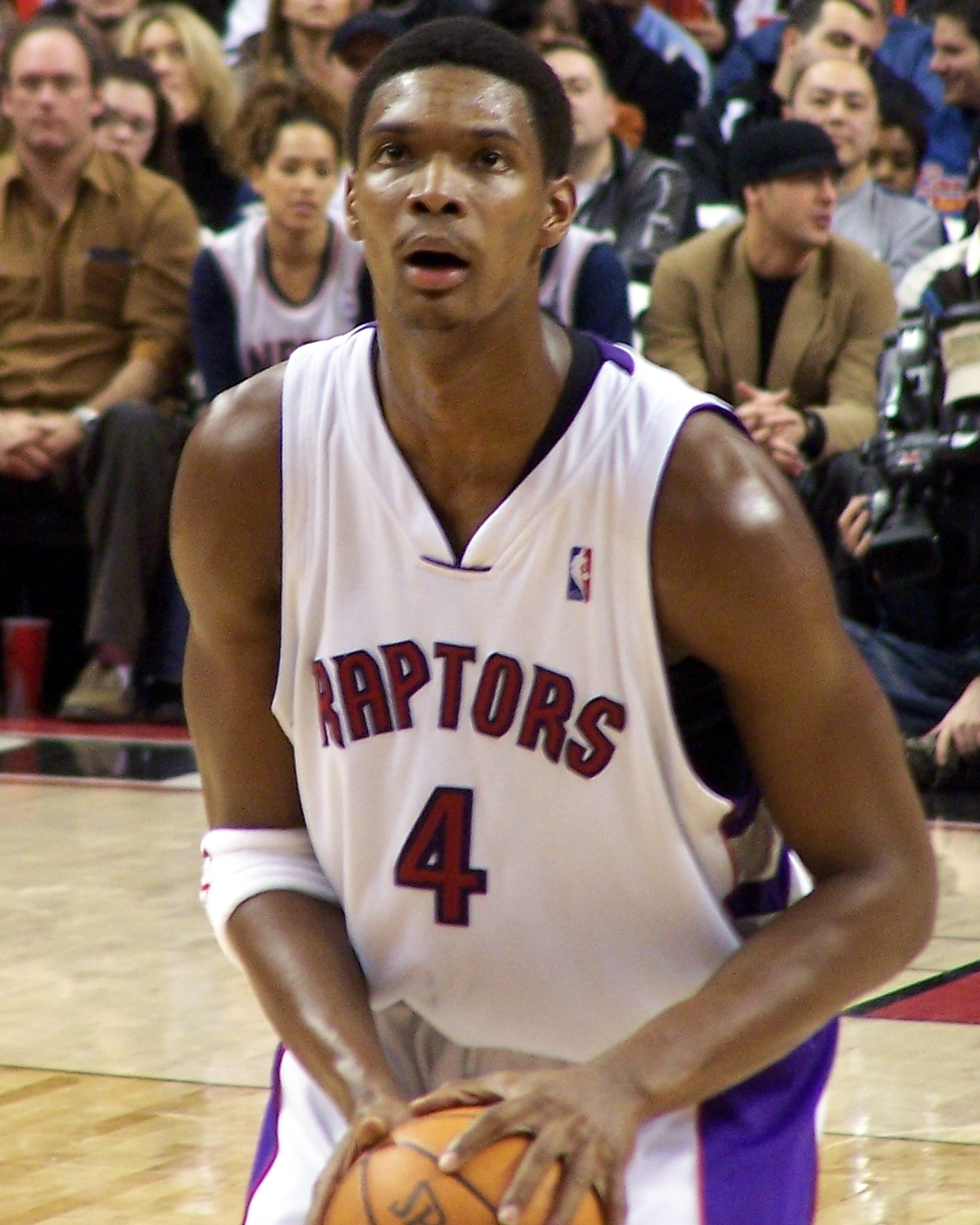
Chris Bosh (2003-2010).

La saison 2002-2003 est complètement ruinée par les blessures. Les Raptors établissent même deux records en devenant la première équipe à ne jamais pouvoir présenter douze joueurs en tenue durant un seul match de la saison régulière, et en totalisant 519 matchs manqués par les joueurs sur toute la saison, battant les Celtics de Boston et leurs 480 matchs en 1996-1997. Vince Carter manque 39 matchs, Lindsey Hunter 53, Antonio Davis 29. Les Raptors finissent avec 24 victoires, leur plus faible total depuis la saison 1997-1998. Ils obtiennent en revanche le quatrième choix de la Draft (repêchage) 2003 et sélectionnent Chris Bosh.
La saison 2003-04 s'achève avec trente-trois victoires pour des Raptors peu convaincants, à l'image de Vince Carter qui durant l'intersaison demande à être transféré.
Carter est finalement envoyé, le 17 décembre 2004, aux Nets du New Jersey en échange de trois joueurs, dont le pivot All-Star Alonzo Mourning, grandement diminué depuis la transplantation d'un rein. Il est finalement libéré quelques semaines plus tard sans avoir joué un seul match à Toronto et part tenter sa chance à Miami. Les deux autres transfuges, Aaron Williams et Eric Williams, totalisent à eux deux 6 points de moyenne pour les Raptors. Pendant ce temps, Carter revit au New Jersey où il enregistre 27,5 points de moyenne sur la fin de saison. Avec 33 victoires pour 49 défaites, les Raptors manquent les séries éliminatoires pour la troisième saison consécutive.
L’équipe 2005-06 se construit autour du All-Star Chris Bosh, de Morris Peterson et de nouveaux venus qui apportent un réel avantage à l'équipe : les deux recrues Charlie Villanueva (7e choix) et Joey Graham (16e) réalisent une bonne première saison et le vétéran Mike James, échangé en début de saison contre Rafer Alston, accumule les performances de 30 points et plus. Bien que présentant un bilan presque équilibré pendant les quatre derniers mois de compétition, les Raptors n'ont pas réussi à combler le retard pris en novembre avec une seule victoire pour quinze défaites et terminent la saison avec seulement vingt-sept victoires. Les Raptors ont néanmoins eu la chance d'obtenir le premier choix de la draft (repêchage) en la personne de l'italien Andrea Bargnani.

### 2006-2010: La montée de Chris Bosh

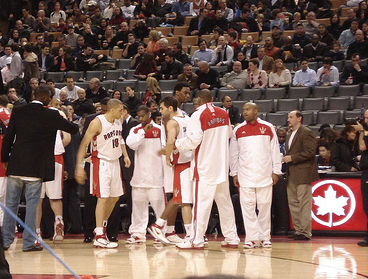
L'équipe 2006-2007

La saison 2006-07 s'ouvre avec la nomination de Brian Colangelo au poste de directeur général. Ce dernier, bâtisseur des Suns de Phoenix se donne pour objectif de construire une équipe rapide et explosive. Il acquiert d'abord le meneur T.J. Ford des Bucks de Milwaukee contre Charlie Villanueva puis signe les vétérans Anthony Parker et Jorge Garbajosa qui évoluent en Europe. Enfin, il fait également l'acquisition du pivot Radoslav Nesterovič, de Kris Humphries et de Fred Jones. Ce dernier sera plus tard échangé contre l'arrière Juan Dixon des Trail Blazers de Portland. Cette saison s'avère l'une des meilleures de l'histoire de la franchise. Malgré un début relativement lent (seulement deux victoires au cours des dix premiers matchs) les Raptors terminent la saison avec 47 victoires, un premier championnat de division et une participation aux séries éliminatoires (play-offs). Ils affrontent dans le cadre d'une série hautement médiatisée, Vince Carter et les Nets du New Jersey. Les Raptors s'inclinent en 6 matchs.
Sur le plan individuel, l'entraîneur Sam Mitchell est nommé entraîneur de l'année. Chris Bosh est élu dans la formation partante du NBA All-Star Game 2007 et dans la seconde équipe d'étoile, tandis que le directeur général Brian Colangelo rafle le titre d'administrateur de l'année. Les recrues Andrea Bargnani et Jorge Garbajosa connaissent une première saison éclatante jusqu'au moment où ils sont ralentis par des blessures.
En 2008, les Raptors arrivent à se qualifier pour les séries éliminatoires mais se font éliminer dès le premier tour. Les deux saisons suivantes, ils n'arrivent pas à se qualifier pour les séries éliminatoires.

### 2010-2013: Reconstruction
Avant le début de la saison 2010-2011, le sort d’un groupe d’élite d’agents libres, notamment Bosh, Dwyane Wade, LeBron James et Amar'e Stoudemire, suscitait beaucoup d’attente dans la ligue. Bosh et James choisissent de converger à Miami avec Wade, et la transaction aboutit à ce que les Raptors reçoivent deux tours de draft du Heat. Avant cela, Toronto échange Ed Davis et Colangelo cherche à échanger Calderón, Evans et le désenchanté Türkoğlu contre Tyson Chandler, Leandro Barbosa et Boris Diaw, mais l'échange s’effondre à la dernière minute, car Chandler est envoyé aux Mavericks de Dallas.
Le premier retour de Bosh à Toronto est accueilli par un chœur de huées, mais pas autant que ce que les anciens Raptors, Tracy McGrady et Vince Carter ont reçu lors de leurs retours respectifs. Sans Bosh, l’équipe de Toronto régresse et n'obtient que 22 victoires en saison régulière.
Dwane Casey, entraîneur adjoint des Mavericks, est embauché comme nouvel entraîneur de Toronto avant la saison 2011-2012. Les Raptors utilisent leur choix numéro cinq pour sélectionner Jonas Valančiūnas, un pivot de Lituanie dans la draft 2011. La saison est raccourcie de seize matchs en raison du lock-out de la NBA en 2011, et les Raptors terminent la saison avec un bilan de 23-43. Pendant l'intersaison 2012, Colangelo essaye d’attirer l’agent libre canadien et le double MVP, Steve Nash, qui était devenu un agent libre après avoir joué pour les Suns de Phoenix, mais ce dernier rejoint les Lakers de Los Angeles à la place. Les Raptors acquièrent le meneur Kyle Lowry des Rockets de Houston pour un futur premier tour de draft. Lowry, avec Valančiūnas et Terrence Ross, représentent le processus de reconstruction.
Le 30 janvier 2013, les Raptors acquièrent la star des Grizzlies de Memphis, Rudy Gay et le pivot Hamed Haddadi, ainsi qu'Austin Daye dans un transfert à trois équipes qui envoie José Calderón aux Pistons de Détroit et Ed Davis, avec le vétéran Tayshaun Prince aux Grizzlies. 
La saison 2012-2013 est la première saison depuis 2009-2010 où les Raptors terminent la saison avec un record de victoires à domicile (21 victoires), malgré leur bilan global négatif de 34-48.

### 2013-2018: L'ère de DeMar DeRozan et Kyle Lowry

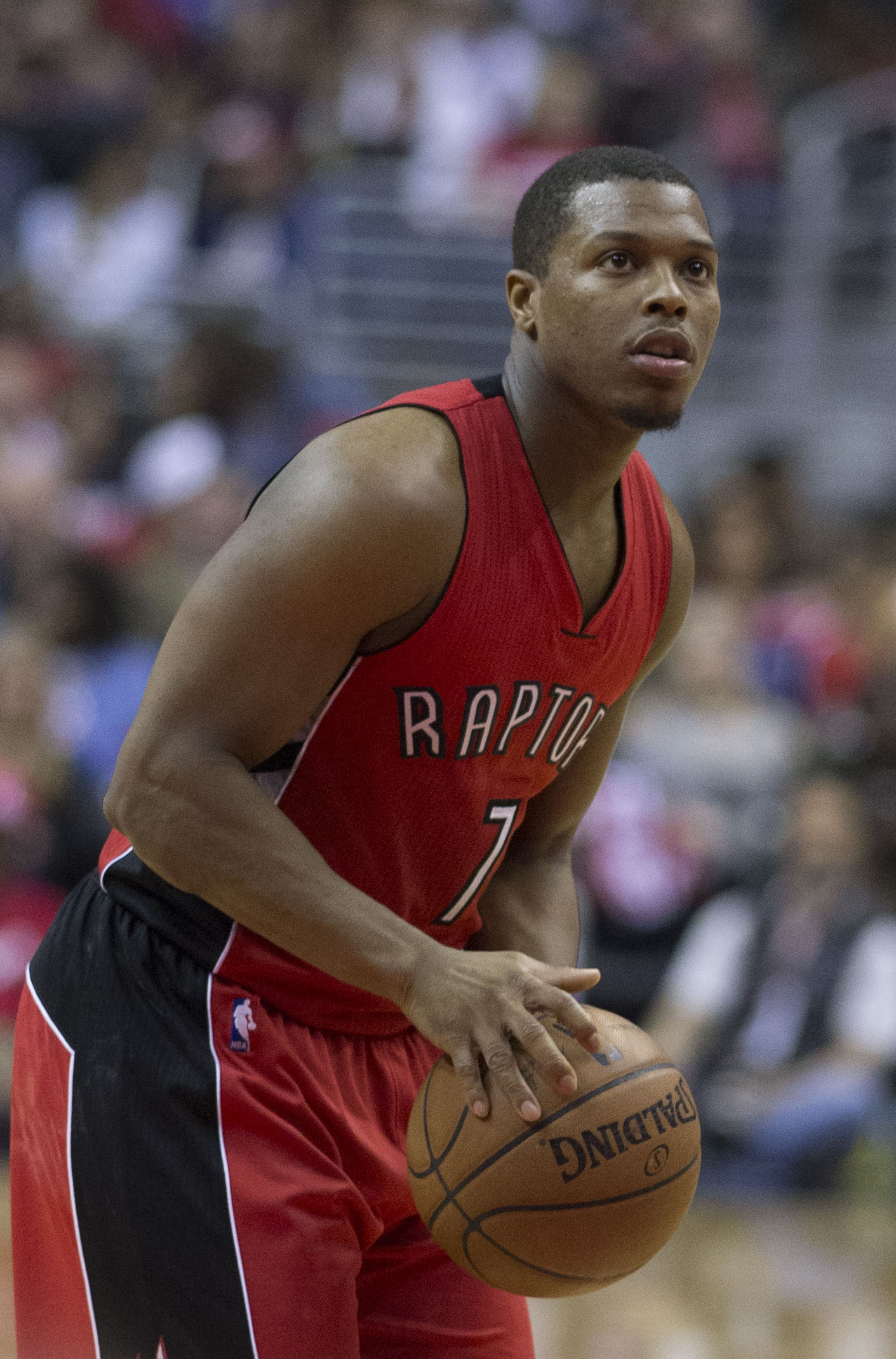
Kyle Lowry (depuis 2012).

Durant l'intersaison 2013, le nouveau manager général, Masai Ujiri, échange Bargnani contre les Knicks de New York pour Marcus Camby, Steve Novak, Quentin Richardson et des choix de draft. Les Raptors ajoutent également Tyler Hansbrough, D. J. Augustin, Dwight Buycks, et Austin Daye via la période d'agents libres. Le 9 décembre 2013, les Raptors échangent Rudy Gay, Quincy Acy et Aaron Gray contre les Kings de Sacramento pour John Salmons, Greivis Vásquez, Patrick Patterson et Chuck Hayes, et renoncent à Augustin.
Au cours de la saison 2013-2014, les Raptors étaient à 6-12 avant le transfert de Rudy Gay et après ils ont un bilan de 10-3, tout en maintenant leur avance dans la division et se hissent au-dessus de 50% de victoires pour la première fois en presque trois ans. Lors du All-Star, les Raptors ont un bilan de 28-24, et DeRozan est également sélectionné pour jouer dans le All-Star Game, étant seulement le quatrième Raptor à le faire. Le 28 mars 2014, les Raptors décrochent une place en playoffs pour la première fois depuis 2008 après avoir battu les Celtics de Boston, 105-103. Le 11 avril 2014, les Raptors perdent contre les Knicks de New York, 108-100, mais comme le rival de division, Brooklyn, perd contre les Hawks d'Atlanta la même nuit, les Raptors deviennent champions de la division Atlantique pour la première fois depuis 2007. Ils terminent la saison régulière avec un record de franchise de 48 victoires et le troisième meilleur bilan de la Conférence Est. Les Raptors affrontent les Nets de Brooklyn au premier tour des séries éliminatoires pour la première fois depuis 2007. Paul Pierce contre un potentiel tir victorieux à la dernière seconde de Kyle Lowry dans le match 7 décisif et les Raptors sont éliminés.
Au cours de la saison 2014-2015, les Raptors connaissent leur meilleur départ dans l’histoire de la franchise : un record de 24-8, en tête de la conférence à la fin de 2014. Le 27 mars 2015, les Raptors remportent le titre de la division Atlantique avec une victoire 94-83 contre les Lakers de Los Angeles. C’est la deuxième année consécutive que les Raptors remportent le titre de la division. Le 11 avril 2015, les Raptors battent le Heat de Miami, une première victoire à l'extérieur contre le Heat depuis le 19 novembre 2008, mettant fin à une disette de dix matchs sur le terrain de Miami. La victoire est la 48e de la saison à Toronto et la 22e à l'extérieur, les deux égalant des records de franchise. Quatre jours plus tard, les Raptors battent leur record de la franchise avec leur 49e victoire de la saison. Après la saison 2014-2015, Lou Williams remporte le prix du sixième homme de l’année, devenant ainsi le premier Raptor à le faire. Les Raptors affrontent les Wizards de Washington lors du premier tour des playoffs 2015 et perdent quatre matchs consécutifs alors que les Wizards balayaient les Raptors.
Le 25 juin 2015, Toronto choisit Delon Wright avec leur premier choix de draft en 2015, ainsi que Norman Powell au second tour. Le 29 juin, les Raptors annoncent leur nouvelle équipe de NBA G League (alors connue sous le nom de NBA D-League), les Raptors 905 de Mississauga, qui commence à jouer durant la saison 2015-2016. Les Raptors ajoutent DeMarre Carroll, Cory Joseph, Bismack Biyombo, et Luis Scola dans leur effectif.
Toronto accueille le All-Star Game 2016 le 14 février 2016 et son week-end associé pour la première fois de son histoire. Avec une victoire de 105-97 à domicile contre les Hawks d'Atlanta le 30 mars 2016, les Raptors atteignent pour la première fois 50 victoires dans la saison. Le lendemain, les Raptors remportent le titre de la division Atlantique pour la troisième saison consécutive. Le bilan de 56-26 est devenu le meilleur de l'histoire des Raptors, tout en étant 4e au classement général de la NBA et deuxième, après les Cavaliers de Cleveland, dans la conférence Est. Entrant dans les playoffs 2016, les Raptors sont poussés en sept matchs par les Pacers de l'Indiana, mais remportent leur première série éliminatoire en 15 ans. Une autre série de sept matchs contre le Heat de Miami s’ensuivit, que Toronto gagna aussi. Les Raptors atteignent la finale de conférence pour la première fois de leur histoire, face aux Cavaliers de Cleveland, dans laquelle ils perdent 4-2. Les Cavaliers accèdent à la finale de la NBA et deviennent champions.

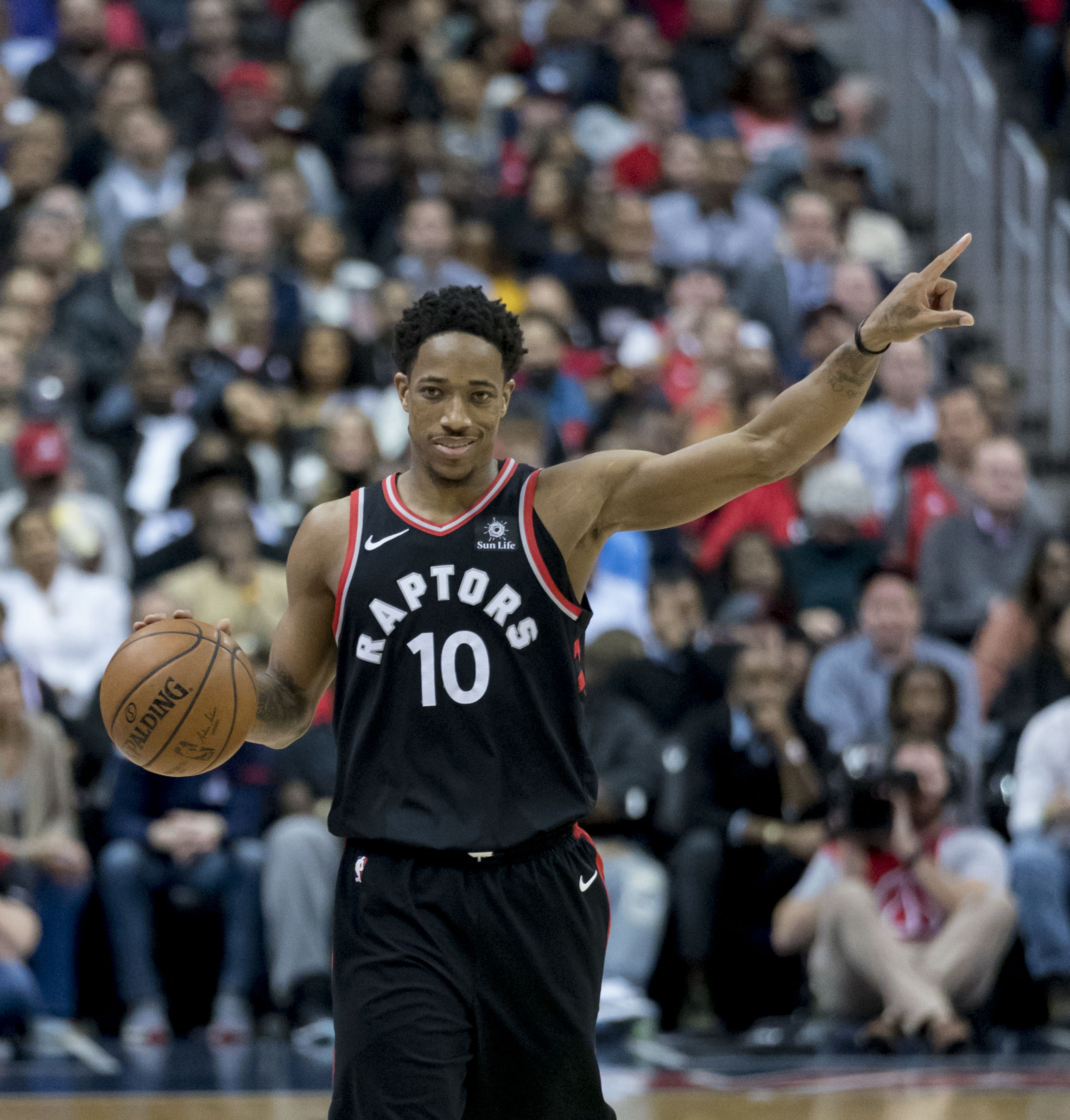
Le 1 janvier 2018, DeMar DeRozan bat un record de franchise avec 52 points contre les Bucks de Milwaukee.

En prévision de leur avancée vers le titre, les Raptors effectuent une série de transferts, y compris le 14 février 2017, lorsque Terrence Ross et un premier choix de draft sont échangés contre Serge Ibaka du Magic d'Orlando et le 23 février 2017, lorsque Jared Sullinger est échangé contre P. J. Tucker. Lors des playoffs NBA 2017, les Raptors du troisième rang défont les Bucks de Milwaukee lors du premier tour 4-2, mais perdent contre les Cavaliers, champions en titre, lors du second tour, 4-0.
Au cours de la saison 2017-2018, le 1er janvier 2018, DeMar DeRozan inscrit un total de 52 points pour aider les Raptors à battre les Bucks de Milwaukee 131-127 en prolongation, constituant un nouveau record de franche et égalant le record de l’équipe avec leur 12e victoire consécutive à domicile. DeRozan est devenu le troisième joueur de l’histoire des Raptors à marquer 50 points ou plus en un seul match, les autres étant Vince Carter et Terrence Ross, qui en cumulent chacun 51. Le 7 mars 2018, Toronto est devenue la première équipe de la ligue à décrocher une place pour les playoffs 2018, avec une victoire en prolongation de 121-119 sur les Pistons de Détroit à Detroit. Le 6 avril 2018, les Raptors obtiennent la première place de la conférence Est avec un nouveau record de franchise de 59 victoires, ce qui en fait le deuxième bilan de la NBA derrière les Rockets de Houston.
Les Raptors affrontent les Wizards de Washington lors du premier tour des playoffs et les battent 4-2. Les Raptors sont à nouveau balayés par les Cavaliers de Cleveland au second tour, emmenés par LeBron James. Malgré son titre d'entraîneur de l’année, Dwane Casey est congédié le 11 mai. Nick Nurse est promu pour remplacer Casey comme entraîneur le 14 juin.

### 2018-2019: Arrivée de Kawhi Leonard et premier titre NBA

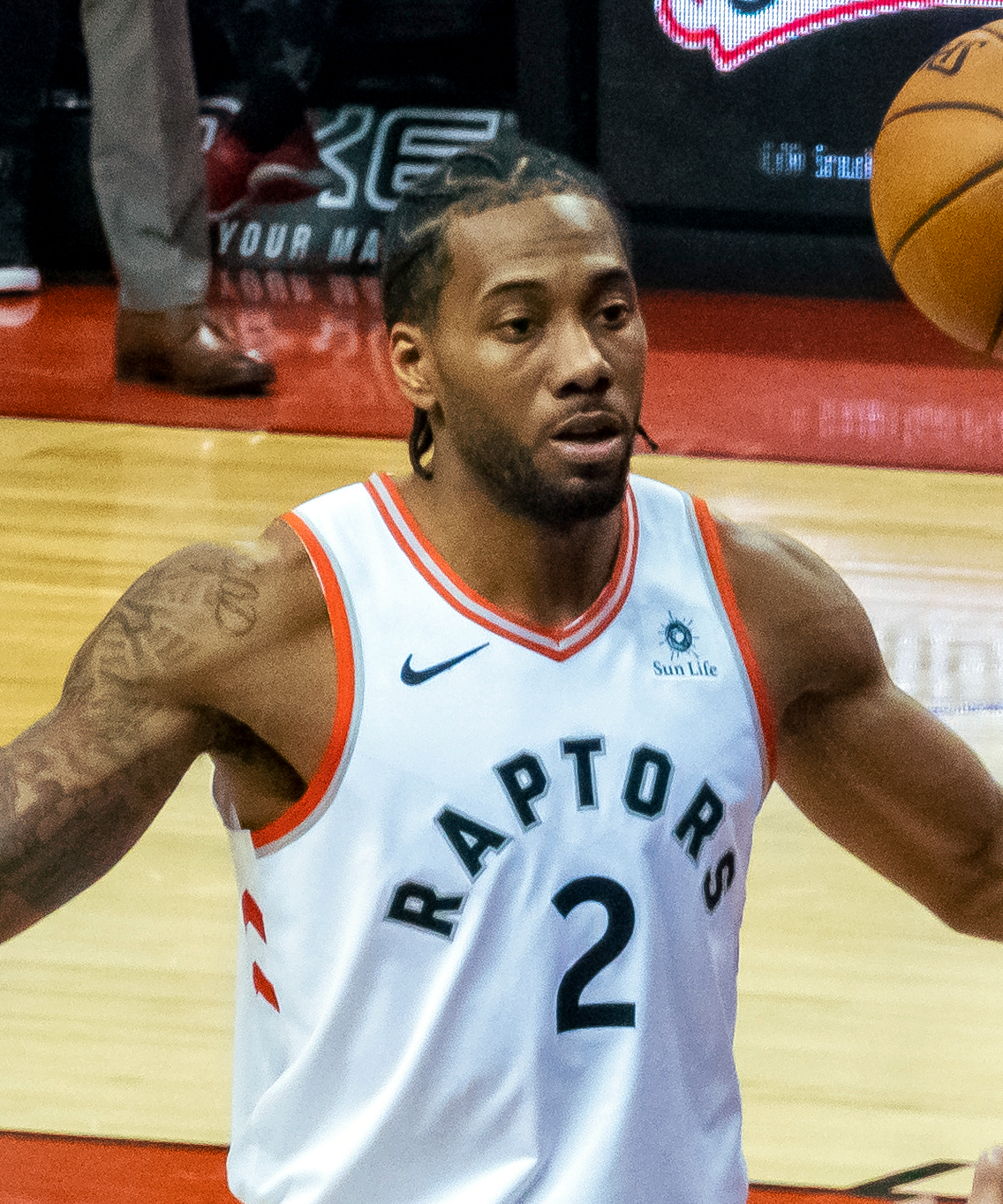
Kawhi Leonard avec Toronto en 2019.

Quelques semaines plus tard, le meilleur marqueur de la franchise DeMar DeRozan est transféré vers les Spurs de San Antonio, avec Jakob Pöltl en échange de Kawhi Leonard et Danny Green. Leonard ést deux fois All-Star et deux fois meilleur défenseur de l’année, mais en raison de la courte durée de son contrat, il y avait de l’incertitude sur son avenir à long terme avec la franchise.
Dans la saison 2018-2019, les Raptors prennent un départ de 6-0, un record de franchise. Remportant leur 16e match le 23 novembre, les Raptors battent leur record de franchise pour le meilleur départ en 20 matchs avec un bilan de 16-4. Le 13 janvier 2019, les Raptors battent le record du plus grand nombre de points inscrits dans un match, dans l’histoire de la franchise, après avoir battu les Wizards de Washington, 140-138, après une double prolongation. À la date limite des transferts, les Raptors échangent Jonas Valančiūnas, Delon Wright, C. J. Miles aux Grizzlies de Memphis pour acquérir Marc Gasol, multiple All-Star et ancien meilleur défenseur de l’année, puis signent peu de temps après Jeremy Lin. 
Bien que Leonard se soit reposé pendant plus de 20 matchs en raison de sa blessure, la saison précédente, les Raptors terminent la saison régulière à la 2e place de la conférence Est, également le deuxième meilleur bilan de la NBA derrière les Bucks de Milwaukee. Les Raptors affrontent le Magic d'Orlando au premier tour des playoffs 2019, les battant en cinq matchs. Au tour suivant, les Raptors défont les 76ers de Philadelphie dans une série de sept matchs très disputée. Dans les dernières secondes du match 7, alors que le match était à égalité, Leonard inscrit un panier au buzzer afin de remporter la victoire 92-90, ce qui représente le premier buzzer beater inscrit dans un match 7 des playoffs. Ils affrontent ensuite les Bucks en finale de conférence. Après avoir perdu les deux premiers matchs à Milwaukee, Toronto remporte les quatre suivants, accédant à la finale NBA pour la première fois dans l’histoire de la franchise, et leurs adversaires étaient les doubles champions en titre, les Warriors de Golden State. Malgré l'absence de Kevin Durant pour le début de la série les Warriors, qui faisaient leur cinquième apparition consécutive en finale, étaient les favoris pour gagner. Le 14 juin 2019, les Raptors deviennent pour la première fois de leur histoire champions NBA, en battant les Warriors 110-114 lors du match 6 des finales qui s'est déroulé à Oakland,. Kawhi Leonard va ainsi remporter son second titre de MVP des Finales. Ce faisant, les Raptors sont devenus la première équipe non-américaine à remporter le titre NBA.
À l'intersaison suivante, Leonard ne renouvelle pas son contrat au sein de la franchise canadienne et rejoint les Clippers de Los Angeles.

### Franchise sous l'impulsion de Pascal Siakam (2019-2024)

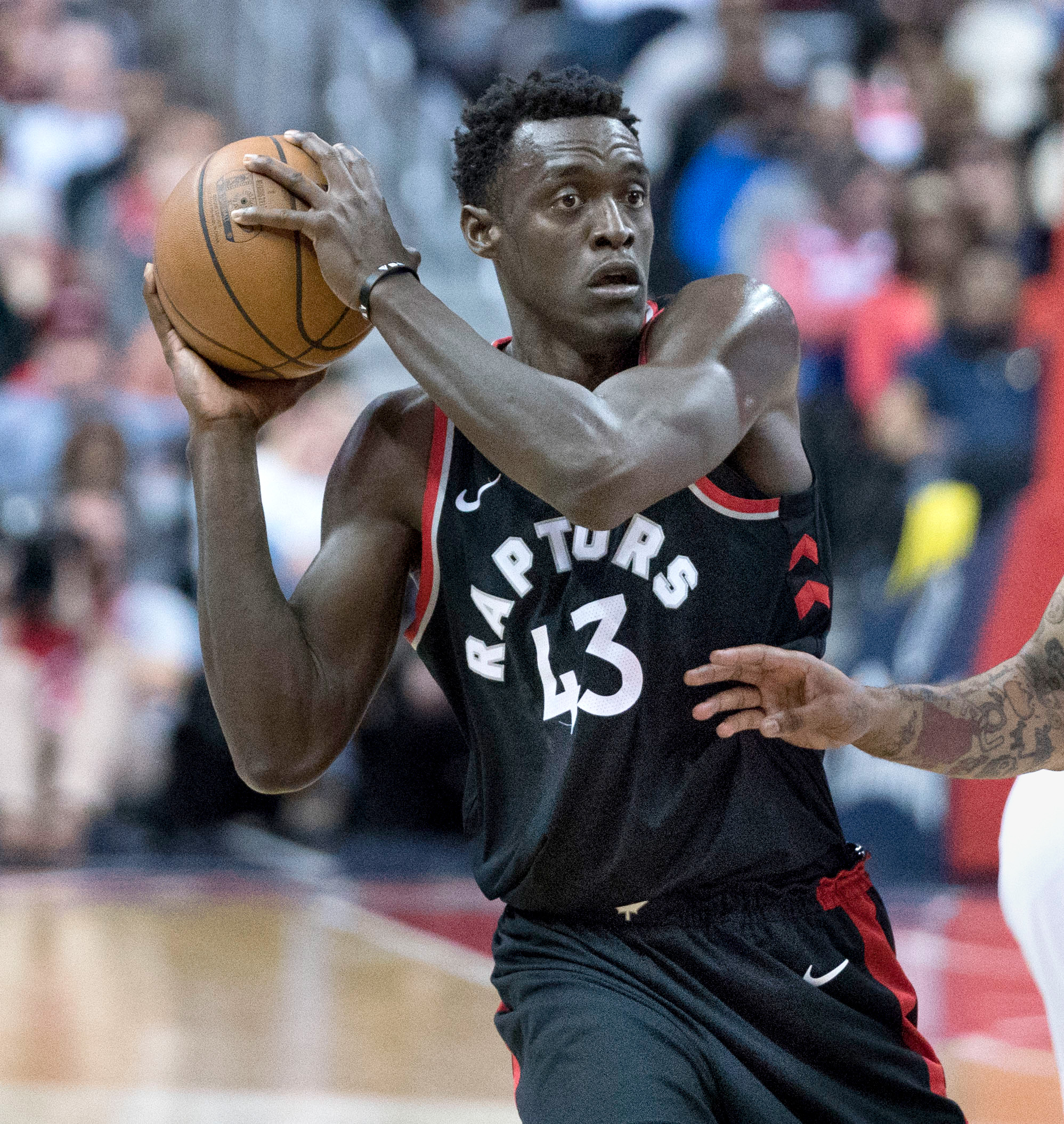
Pascal Siakam avec Toronto en 2018.

En dépit du départ de Leonard et Danny Green, les Raptors réalisent une belle saison régulière lors de la saison 2019-2020, se hissant à la 2e place de la conférence Est. Cette saison-là, ils réalisent le record de la franchise de victoires consécutives du 15 janvier au 12 février 2020 à hauteur de 15 matchs consécutifs remportés. Pascal Siakam obtient un statut de All-Star avec sa première participation au NBA All-Star Game 2020, en compagnie de Kyle Lowry, auteur d'une belle saison individuelle, le tout entraîné par Nick Nurse qui est élu entraîneur de l'année à l'issue de la saison.
Lors de playoffs, l'équipe élimine facilement les Nets de Brooklyn au premier tour, 4-0. En demi-finale de conférence, ils font face à une jeune équipe des Celtics de Boston, qui les emmènent à un match 7 décisif, perdu par les Raptors, mettant fin à leur saison et défense de leur titre.
L'intersaison est de nouveau marquée par le départ de deux joueurs cadres du titre des Raptors, Serge Ibaka et Marc Gasol,. S'ensuit le renouvellement de contrat de Fred VanVleet, auteur d'une belle saison statistique et voit ses responsabilités augmenter.
La saison 2020-2021 est marquée par la délocalisation de l'équipe à Tampa en raison de restrictions sanitaires. Cette saison est plutôt décevante car l'équipe termine 12e de la Conférence Est pour un bilan de 27-45 et ne participe donc pas aux playoffs.
En mars 2021, les Raptors échangent Norman Powell contre Gary Trent Jr. et Rodney Hood en provenance des Trail Blazers de Portland. Lors de la draft 2021, ils sélectionnent Scottie Barnes en quatrième place.
Malgré un début de saison mitigé (bilan de 15-17 à la fin de l'année 2021), ils enchainent plusieurs séries de victoires de février à mars, ce qui leur permet de terminer la saison sur un bilan de 48-34. Ils finissent ainsi à la cinquième place de la conférence Est et sécurisent donc une place pour les playoffs où ils y affrontent les 76ers de Philadelphie de Joel Embiid et James Harden. La série démarre par trois défaites consécutives pour les Raptors. Ils arrivent toutefois à remporter les deux matches suivants, mais se font éliminer à domicile lors d'un match 6 sur le score de 132-97 .
En juin 2023, Darko Rajaković est nommé pour remplacer Nick Nurse
Le 17 janvier 2024, Pascal Siakam est transféré aux Pacers de l'Indiana contre Bruce Brown et 3 premiers tours de draft, ce qui entérine la fin d'une ère et la volonté de reconstruire l'équipe autour de Scottie Barnes.

## Palmarès
- Champion NBA (1) : 2019[35].
- Champion de la Conférence Est (1) : 2019.
- Champion de la Division Atlantique (7) : 2007, 2014, 2015, 2016, 2018, 2019 et 2020.

## Meilleurs marqueurs de l'histoire de la franchise
Les meilleurs marqueurs de l'histoire de la franchise sont:
| Place                                                                                       | Nom du joueur                 | Pays       | Points |
| ------------------------------------------------------------------------------------------- | ----------------------------- | ---------- | ------ |
| 1er                                                                                         | DeMar DeRozan 2009 - 2018     | États-Unis | 13 296 |
| 2e                                                                                          | Kyle Lowry 2012 - 2021        | États-Unis | 10 540 |
| 3e                                                                                          | Chris Bosh 2003 - 2010        | États-Unis | 10 275 |
| 4e                                                                                          | Vince Carter 1998 - 2004      | États-Unis | 9 420  |
| 5e                                                                                          | Pascal Siakam 2016 - 2024     | Cameroun   | 8 772  |
| 6e                                                                                          | Andrea Bargnani 2006 - 2013   | Italie     | 6 581  |
| 7e                                                                                          | Morris Peterson 2000 - 2007   | États-Unis | 6 498  |
| 8e                                                                                          | Fred VanVleet 2016 - 2023     | États-Unis | 6 090  |
| 9e                                                                                          | Jonas Valančiūnas 2012 - 2019 | Lituanie   | 5 524  |
| 10e                                                                                         | José Calderón 2005 - 2013     | Espagne    | 5 235  |
| Dernière mise à jour : 4 janvier 2024 En gras : Joueurs évoluant toujours dans la franchise |                               |            |        |

## Records de la franchise
Les records individuels pour la franchise sont:
| Statistique                                                                              | Nom du joueur | Nombre                 |
| ---------------------------------------------------------------------------------------- | ------------- | ---------------------- |
| Meilleur marqueur                                                                        | DeMar DeRozan | 13 296 points          |
| Meilleur passeur                                                                         | Kyle Lowry    | 4 277 passes décisives |
| Meilleur rebondeur                                                                       | Chris Bosh    | 4 776 rebonds          |
| Meilleur contreur                                                                        | Chris Bosh    | 600 contres            |
| Meilleur intercepteur                                                                    | Kyle Lowry    | 873 interceptions      |
| Tirs marqués                                                                             | DeMar DeRozan | 4 716 tirs marqués     |
| Meilleur pourcentage au tir                                                              | Amir Johnson  | 57,2 %                 |
| 3 points marqués                                                                         | Kyle Lowry    | 1 518 tirs             |
| Meilleur pourcentage à 3 points                                                          | Danny Green   | 45,5 %                 |
| Lancers-francs marqués                                                                   | DeMar DeRozan | 3 539 tirs             |
| Meilleur pourcentage au lancer-franc                                                     | José Calderón | 87,7 %                 |
| Matchs joués                                                                             | DeMar DeRozan | 726 matchs             |
| Dernière mise à jour : 21 mai 2021 En gras : Joueurs évoluant toujours dans la franchise |               |                        |

## Joueurs célèbres ou marquants
| - Chris Bosh - Marcus Camby - Vince Carter - Doug Christie - DeMar DeRozan - Kyle Lowry - Rudy Gay - Amir Johnson - Tim Kempton - Hakeem Olajuwon | - Kawhi Leonard - Shawn Marion - Tracy McGrady - Morris Peterson - Damon Stoudamire - Charlie Villanueva - Alvin Williams - Lou Williams - Fred VanVleet - Carlos Arroyo | - Leandro Barbosa - Andrea Bargnani - José Manuel Calderón - Marc Gasol - Peja Stojaković - Hedo Türkoğlu - Jonas Valančiūnas - Serge Ibaka - Pascal Siakam - OG Anunoby |

### Entraîneurs
La liste des entraîneurs des Raptors est la suivante.
| Entraîneurs     | Dates   | Dates  | Matchs | Matchs    | Matchs   | Matchs      | Séries éliminatoires | Séries éliminatoires | Séries éliminatoires | Séries éliminatoires |
| Entraîneurs     | Arrivée | Départ | Joués  | Victoires | Défaites | % Victoires | Joués                | Victoires            | Défaites             | % Victoires          |
| --------------- | ------- | ------ | ------ | --------- | -------- | ----------- | -------------------- | -------------------- | -------------------- | -------------------- |
| Brendan Malone  | 1996    | 1996   | 82     | 21        | 61       | 25,6 %      |                      |                      |                      |                      |
| Darrell Walker  | 1997    | 1998   | 131    | 41        | 90       | 31,3 %      |                      |                      |                      |                      |
| Butch Carter    | 1998    | 2000   | 165    | 73        | 92       | 44,2 %      | 3                    | 0                    | 3                    | 0,0 %                |
| Lenny Wilkens   | 2001    | 2003   | 246    | 113       | 133      | 45,9 %      | 17                   | 8                    | 9                    | 47,1 %               |
| Kevin O'Neill   | 2004    | 2004   | 82     | 33        | 49       | 40,2 %      |                      |                      |                      |                      |
| Sam Mitchell    | 2005    | 2009   | 345    | 156       | 189      | 45,2 %      | 11                   | 3                    | 8                    | 27,3 %               |
| Jay Triano      | 2009    | 2011   | 229    | 87        | 142      | 38,0 %      |                      |                      |                      |                      |
| Dwane Casey     | 2011    | 2018   | 282    | 142       | 143      | 49,6 %      | 31                   | 13                   | 18                   | 41,9 %               |
| Nick Nurse      | 2018    | 2023   | 101    | 73        | 28       | 72,3 %      | 24                   | 16                   | 8                    | 66,6 %               |
| Darko Rajaković | 2023    |        | 83     | 25        | 57       | 30,5 %      |                      |                      |                      |                      |

## Couleurs et symboles

### Logos successifs

De 1995 à 2008.
De 2008 à 2015.
De 2015 à 2020.
Depuis 2020.

Les premiers logos de l’équipe représentent un dinosaure rouge portant un ballon de basket-ball ; ce dinosaure, nommé simplement « The Raptor » est la mascotte de l’équipe. Il n’a pas d’autre surnom, et le nom de son interprète est également inconnu.

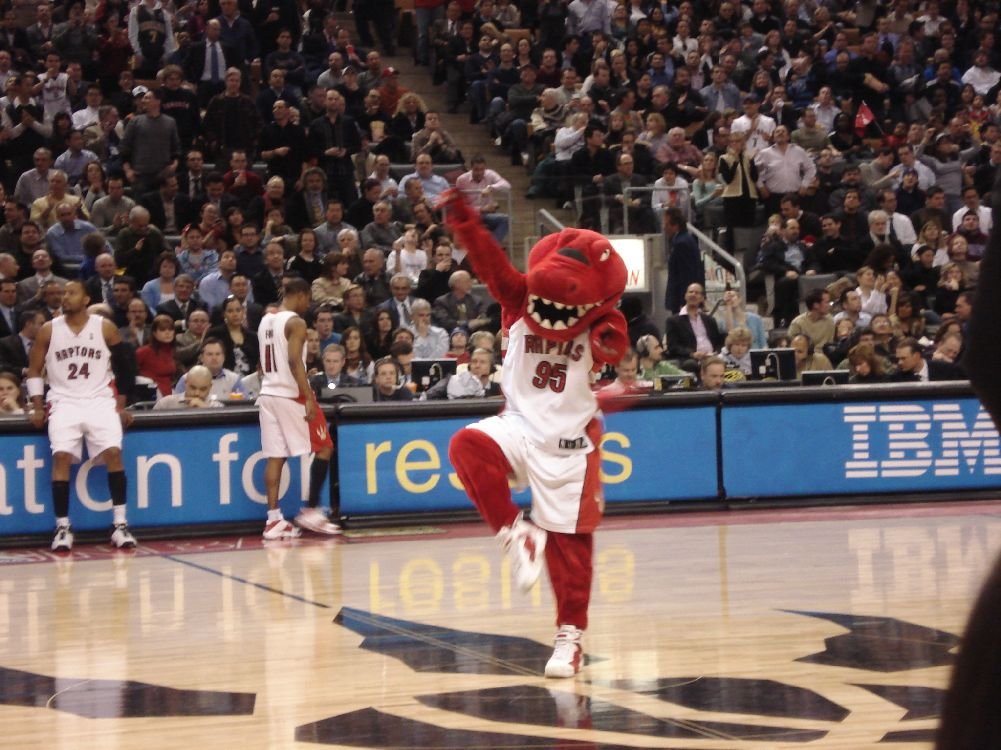
The Raptor en 2007.

### Maillots
Depuis que Nike fournit l'ensemble des tenues aux équipes de NBA, en 2017, les maillots « domicile » et « extérieur » sont remplacés par une collection plus fournie, pouvant servir aussi bien en déplacement qu'à domicile, portant les noms « association », « icon », « statement » et « city », et pour certaines équipes en plus une version « classic » reprenant le design d'anciens maillots. Les équipes qualifiées pour les playoffs 2018 et 2020 se sont vues dotées d'une tenue supplémentaire, dénommée « earned ».
| Numéro | Nom du joueur |
| ------ | ------------- |
| 15     | Vince Carter  |

La franchise a retiré un maillot : il s'agit de Vince Carter (#15).